# Hendrik Top
Hendrik Simon Top (10 augustus 1940 – Rhenen, 15 juli 2002) was een Nederlands politicus van de ARP en later het CDA.
Zijn vader, Siemen Top, was van 1957 tot 1980 burgemeester van de gemeenten Brandwijk, Molenaarsgraaf en Wijngaarden. Zelf was hij eerst leerling-ambtenaar in Giessenburg en vanaf 1969 gemeentesecretaris van Driebruggen. Eind 1978 volgde zijn benoeming tot burgemeester/gemeentesecretaris van de gemeenten Goudriaan en Ottoland. Op 1 januari 1986 gingen die gemeenten op in de nieuwe gemeente Graafstroom. Op 1 mei van dat jaar werd hij de burgemeester van Zwartsluis en in 1991 volgde zijn benoeming tot burgemeester van Rhenen. In april 2002 ging hij daar vervroegd met pensioen en enkele maanden later overleed hij op 61-jarige leeftijd.